# Peter Niedertscheider

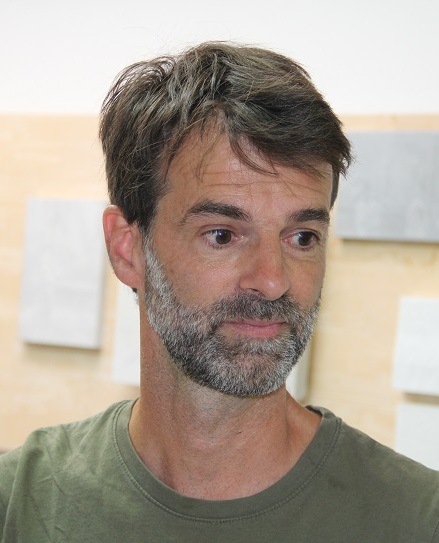
Abb. 1: Peter Niedertscheider (2021)

Peter Niedertscheider (* 1972 in Lienz) ist ein österreichischer Bildhauer und Maler.

## Leben und Wirken
Peter Niedertscheider wurde 1972 in Lienz geboren. Er besuchte 1994–1998 die damalige Hochschule für Angewandte Kunst Wien; hier die Meisterklassen von Alfred Hrdlicka (Bildhauerei) und Brigitte Kowanz (transmediale Kunst); Abschluss 1999 als Mag.art. 1999 arbeitete er mit einem Stipendium des Landes Tirol am österr. Künstleratelier in Paliano (Nähe Rom, im dortigen „Domus Artium“). Seit 2001 lebt er und betreibt ein Atelier in seiner Heimatstadt Lienz.
Peter Niedertscheider ist Mitglied der „Künstler:innen Vereinigung Tirol“.

### Lehrtätigkeiten
- 2013–2018 Universitätslektor an der Universität für künstlerische und industrielle Gestaltung Linz (Thema „Modellieren“, Abteilung für Plastische Konzeptionen und Keramik)[2].
- 2014–2015 Internationale Sommerakademie für Bildende Kunst Salzburg, Leitung der Klasse für Steinbildhauerei.[3]
- 2017 Mal–Akademie Schloss Goldegg (Salzburg), Kurs „Aktzeichnung“.[4]
- seit 2018 HTBLA Hallein, Abteilung Bildhauerei
- 2019 Pentiment – Internationale Sommerakademie für Kunst und Design an der Hochschule für Angewandte Wissenschaften Hamburg, Leitung Kurs Steinbildhauerei[5]

### Preise und Stipendien
- 1997 25. Österreichischer Grafikwettbewerb (Preis der RLB Tirol).
- 1999 Atelierstipendium des Landes Tirol für das österr. Atelierhaus in Paliano bei Rom.
- 2002 Prof.-Hilde-Goldschmidt-Preis (Anerkennungspreis).
- 2002 Paul-Flora-Preis, Innsbruck und Bozen (Hauptpreis)[6]
- 2004, 2008 Kunstpreis der RLB Tirol (jew. Ankaufspreis).[7]

## Zum Werk
Das Werk des Künstlers umfasst Steinbildhauerei (zumeist in Relief-Technik), grafische Arbeiten, Videos, sowie Kunst im öffentlichen Raum.

### Steinbildhauerei
Peter Niedertscheider hat sich in seinem aktuellen Werk neben Marmor-Stillleben vor allem dem Marmor-Relief verschrieben. Hier verwandelt der Künstler den „Rilievo Schiacciato“ (dt. „Gequetsches Relief“ = Flachrelief, eine klassische Technik der italienischen Renaissance) in eine zeitgenössische Bildsprache, die eigentlich Malerei mit Mitteln der Bildhauerei betreibt. Hier schreibt Clara Kanz (Galerie Trapp, Salzburg): „Höchstes Können stellen diese Werke mit ihren feingliedrigen Inhalten dar, die der Künstler unter anderem aus Laaser Marmor, Gummerner Marmor und Carrara-Marmor schafft. Entscheidende Merkmale sind eine Überschneidung des Zeitlichen und ein Realitäten-Mix. Alltag trifft auf Kunst, das Heute auf Historie.“
Neben Flachreliefs arbeitet der Künstler auch mit dreidimensionaleren Skulpturen und ganzen Skulptur-Kompositionen, wie in seinen „Strandstücken“ oder mit der Werkserie „Bildzeitraum“, die sich ebenfalls als „Malerei mit Methoden der Plastik“ auffassen lassen. Siehe hier Clara Kanz (Galerie Trapp, Salzburg): „Das Wechselspiel zwischen plastischen und malerischen Partien ist bei den Strandstücken des Künstlers besonders eindrucksvoll.“

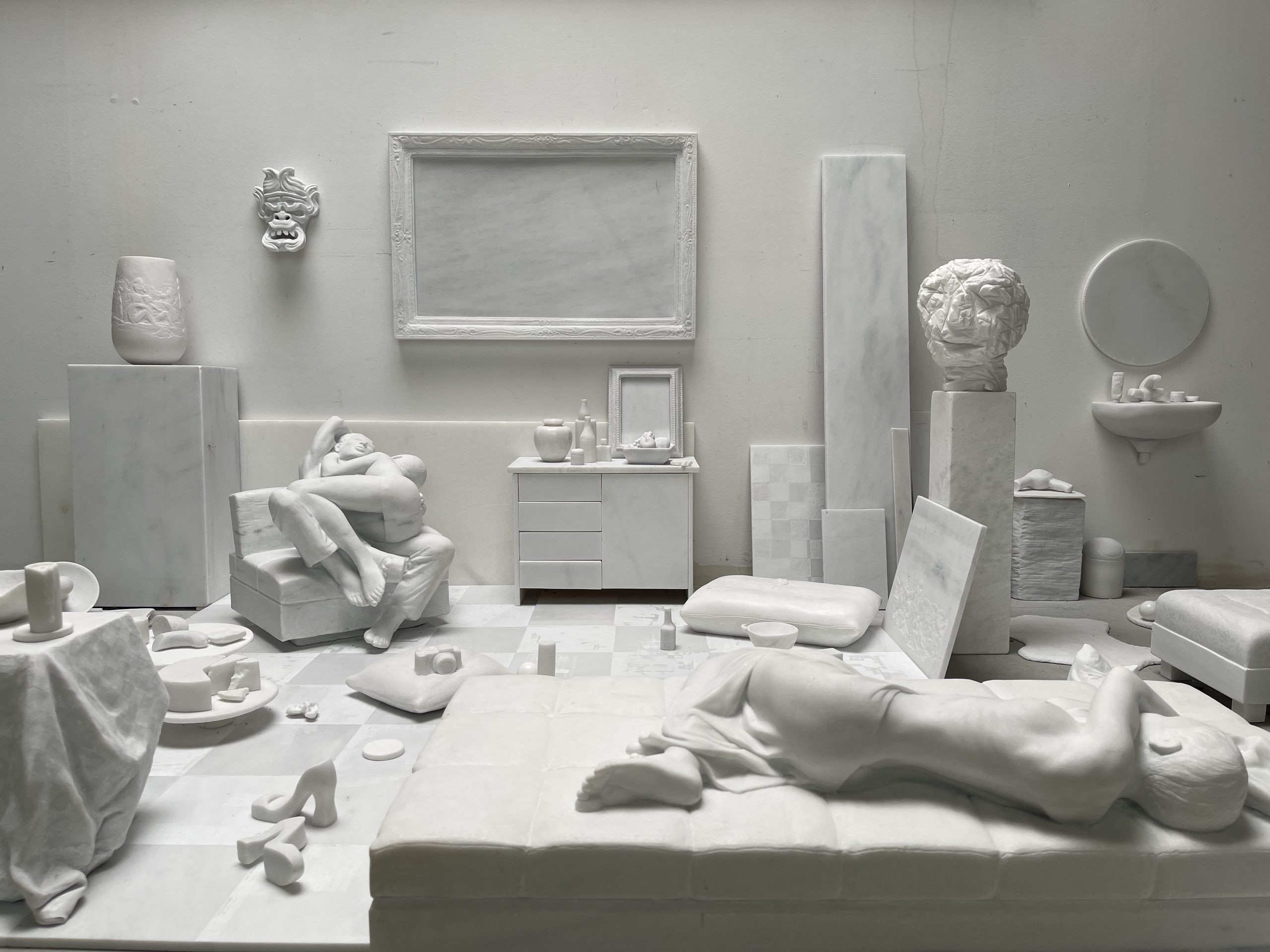
Abb. 2: White Cube, 2009 (Ausschnitt)
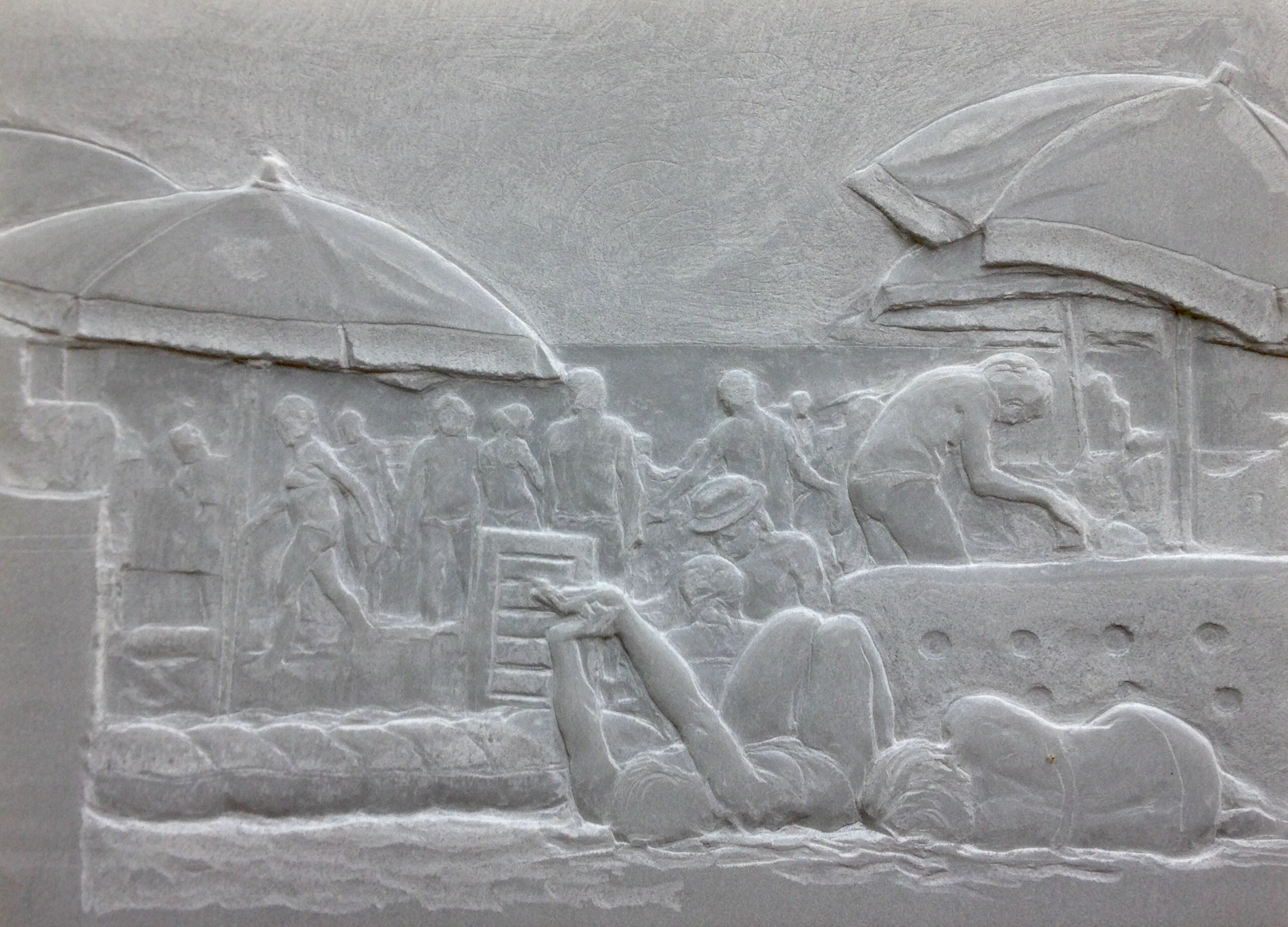
Abb. 3: Sommertag, 2018
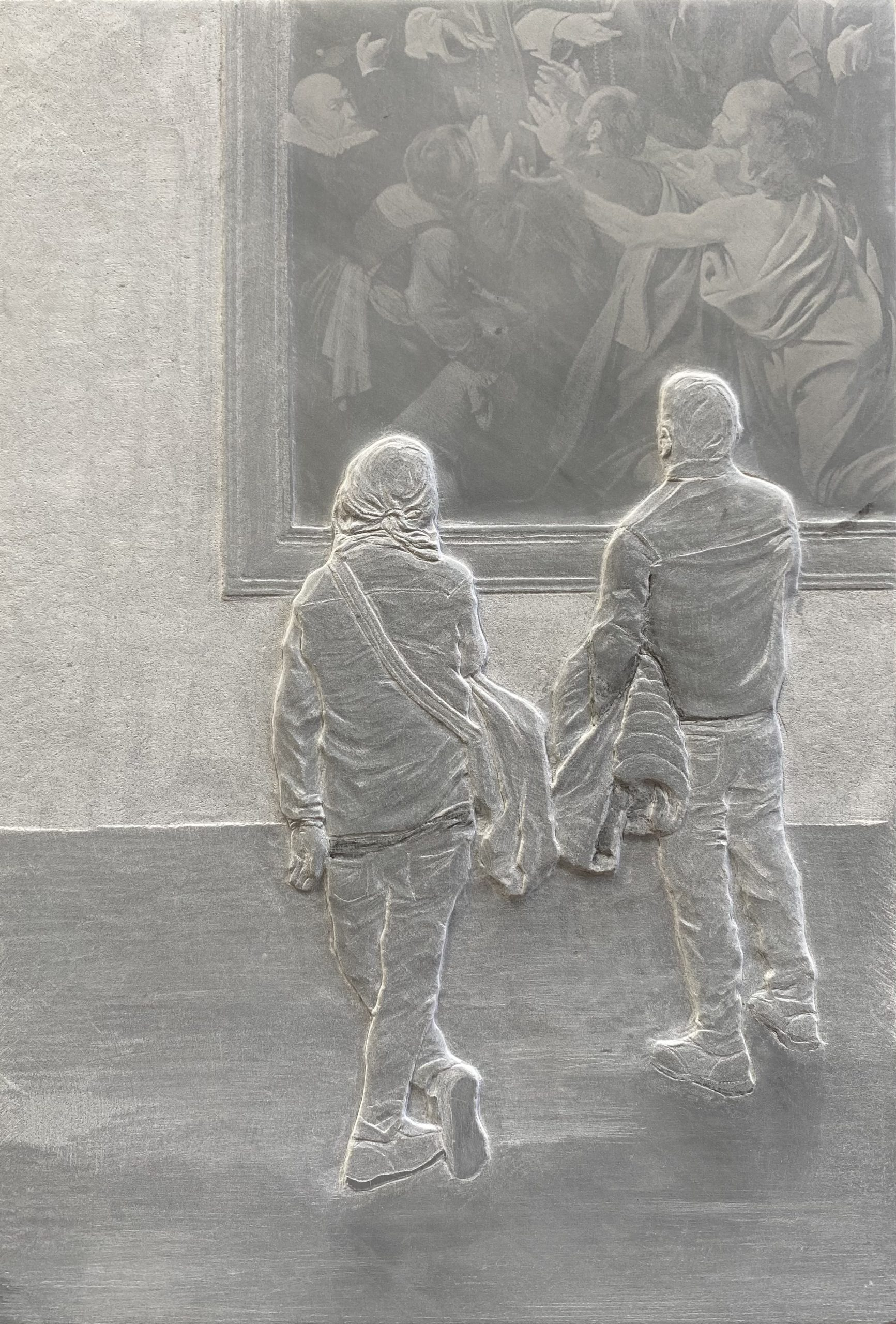
Abb. 4: Caravaggio, 2020
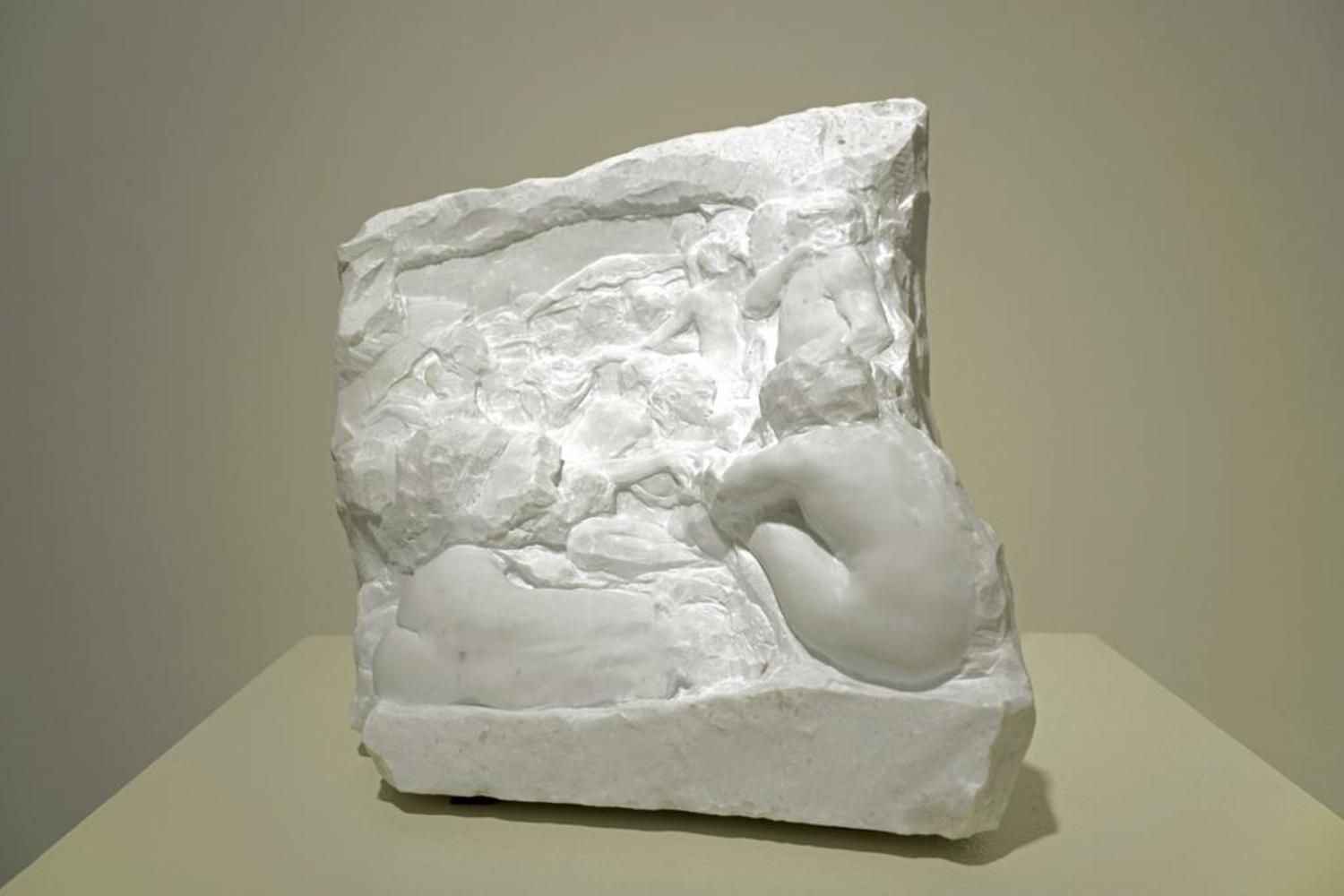
Abb. 5: Strandstück 2, 2020
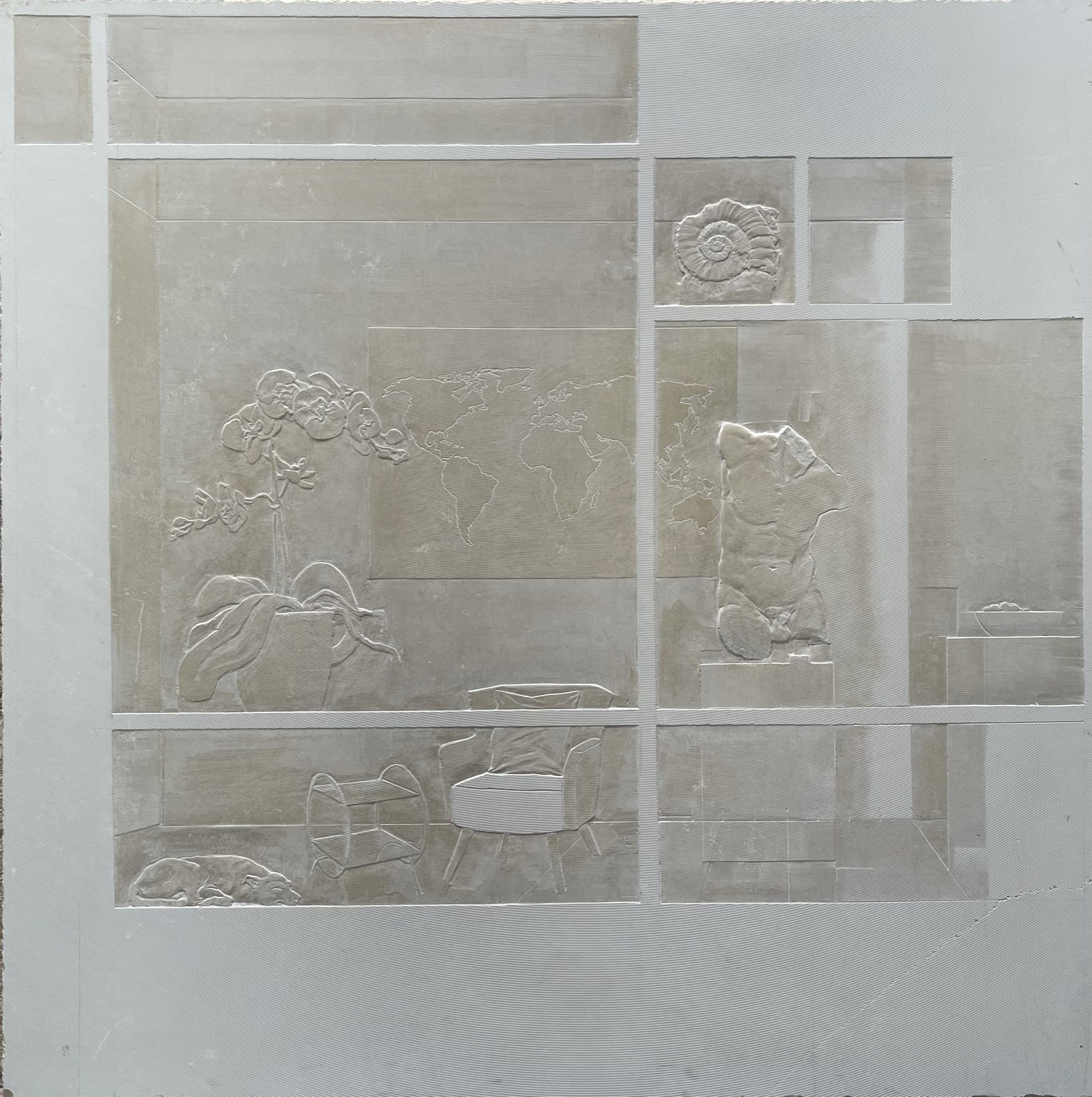
Abb. 6: Raumteiler, 2022

### Grafische Arbeiten und Videos
Bei Peter Niedertscheiders grafischen Arbeiten sind vor allem seine Acryl-Pinselzeichnungen bedeutsam, mit denen er Ende der 90er Jahre auf sich aufmerksam machte. Hier schuf er durch die Verbindung von „männlichen“ und „weiblichen“ Binärzeichen Menschenbilder als Figurenreihen, die wie Spiegelungen aus einer digitalen Welt erscheinen. Florian Steininger (Direktor Kunsthalle Krems) schreibt dazu: „Die Medien Bild und Schrift, die sich in ihrem Wesen diametral zueinander verhalten, verbindet der Künstler in seinen Acrylpinselzeichnungen, um zu einem neuen artifiziellen Bild-Textsystem zu gelangen.“

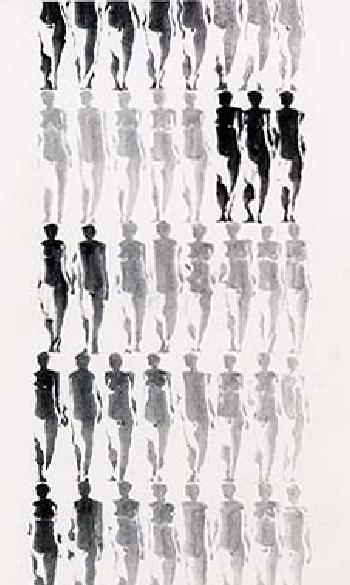
Abb. 6: Acrylpinselzeichnung, 1999
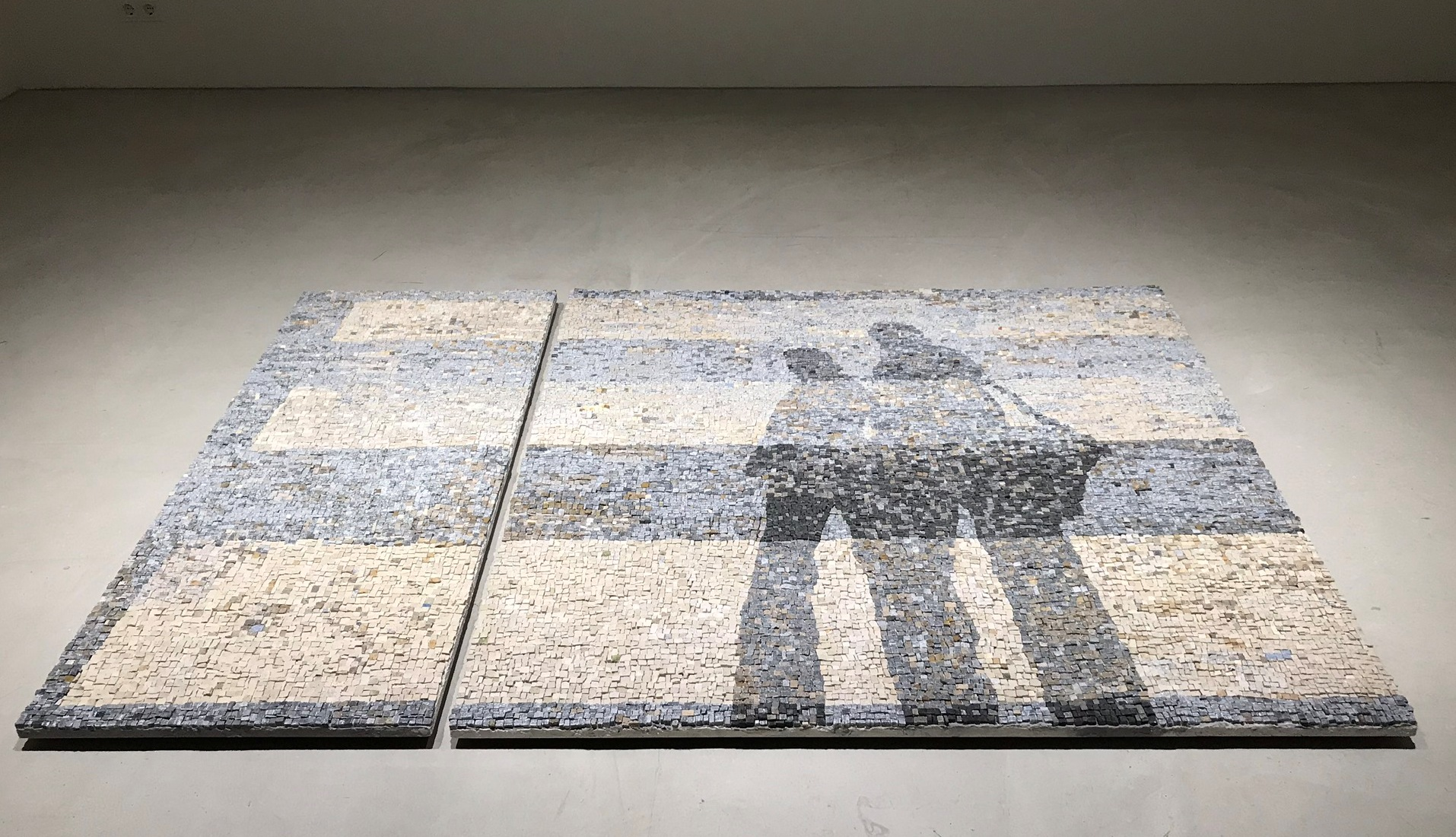
Abb. 8: Übergang, 2019
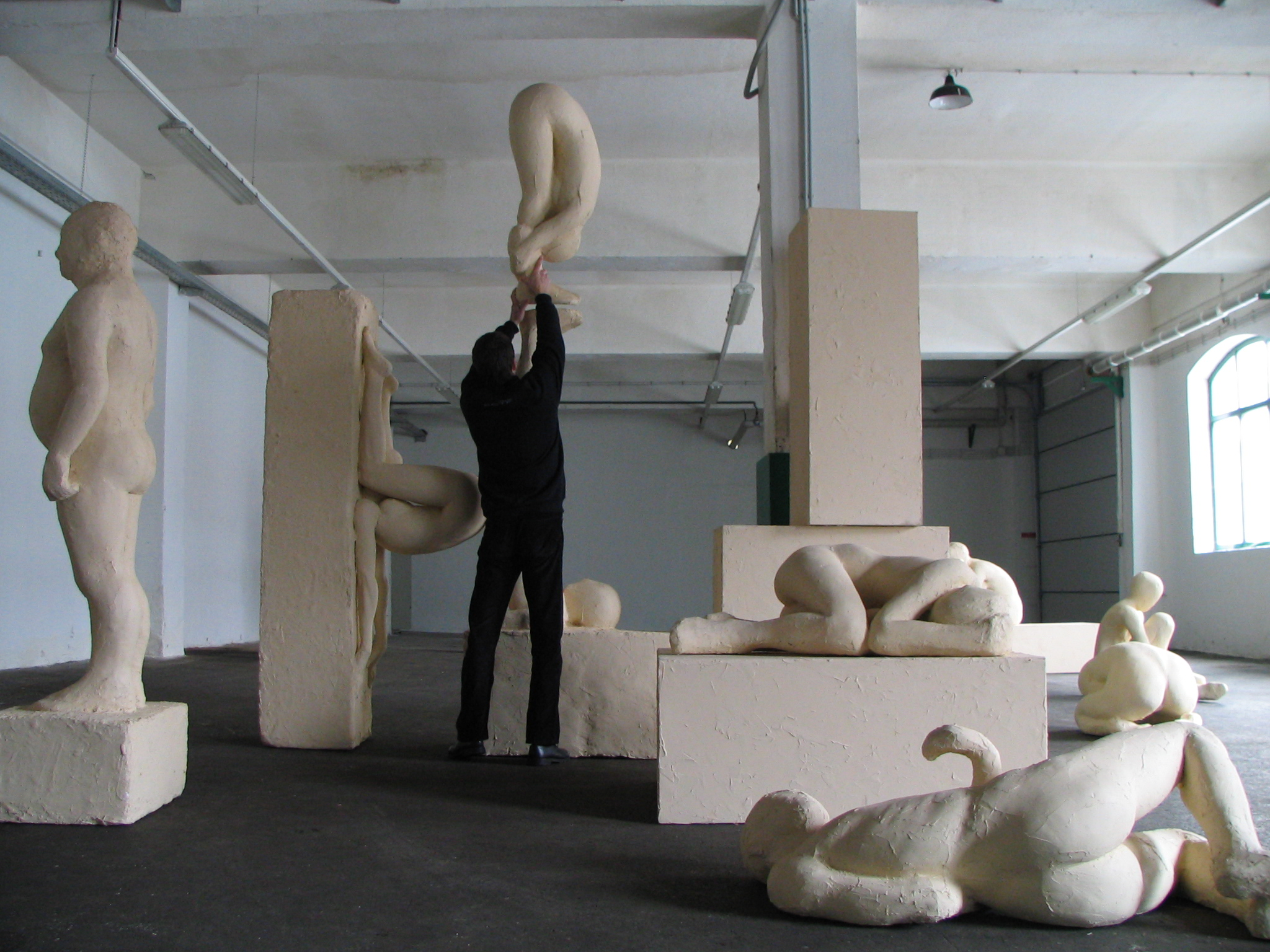
Abb. 9: Bildzeitraum, 2006
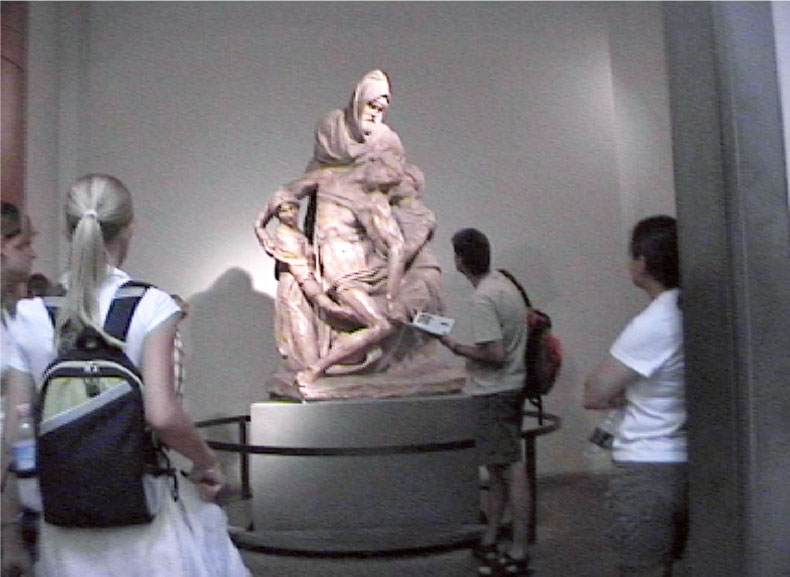
Abb. 10: Videostill „Pietá“

Immer wieder schuf der Künstler auch Videoarbeiten. Hier gibt es einerseits Performances von Niedertscheider selbst, und andererseits Aufzeichnungen von Situationen, die eigene Beobachtungen der Wechselwirkung von Werken und Publikum transportieren. Hier wäre die Videoarbeit „Pietá“ (2015, s. Abb. 10) als Beispiel zu nennen. Dazu schreibt Rudolf Ingruber: „Beide Varianten verstehen sich aber als konsequente Weiterführung der Themen, um die sich Niedertscheider bereits im Medium des Tafelbildes bemüht hat: Standbild, Raum, Zeit und Betrachter. Beiden ist auch gemeinsam, dass sie weder die Arbeit des Bildhauers abfilmen, noch Videoarbeit im engeren Sinn, sondern Bildhauerei mit anderen Mitteln sind.“

### Kunst im öffentlichen Raum (Auswahl)
Der Künstler schuf auch etliche Werke für den öffentlichen Raum, zumeist als großflächige Relief-Steinbildhauerei, aber auch als Bilder auf Glasflächen. Zu nennen sind hier u. a.:
- Kommen und Gehen: Flachrelief aus Laaser Marmor, in der »Südtiroler-Siedlung« der Wohnbaugenossenschaft Neue Heimat Tirol in St. Johann in Tirol. Als Basis dafür schuf der Künstler einen dort durch horizontale und vertikale Flächen angelegten Raum, dessen Zentrum ein quadratförmiges Flachrelief auf einer Sichtbetonwand einnimmt.[14]
- Altartisch und Ambo: 12 Apostelfiguren und Christus mit Emmaus-Jüngern, alle in Relief-Technik, in der Taufkapelle der Ober St. Veiter Pfarrkirche#Taufkapelle, Wien–Hietzing.
- Botschaft auf Glas: Glasfront in der Wohnsiedlung Falkensteinerweg der Osttiroler Gemeinnützigen Wohn- und Siedlungsgenossenschaft (OSG) Lienz.[15]
- Von der Geburt bis zum Tod, Marmorrelief mit 25 m Länge, Wohnanlage Bründlangerweg, Lienz.[16]

## Ausstellungen und Präsenz in Sammlungen

### Einzelausstellungen (Auswahl)
- 2023 Raumteiler, Neue Galerie der Tiroler Künstlerschaft im Schloss Büchsenhausen, Innsbruck[17]
- 2020 Marmorarbeiten, Galerie Trapp, Salzburg[18].
- 2019 Opus tessellatum[Anm 1], Galerie der Kunstwerkstatt Lienz.[19]
- 2018 Hubert Schmalix und Peter Niedertscheider, Galerie Schloss Parz, Grieskirchen.[20]
- 2017 Über Stein Nachdenken, RLB Atelier Lienz.[21]
- 2016 Pandora, Galerie Trapp, Salzburg.[22]
- 2015 Rilievo Schiacciato, Galerie Trapp, Salzburg.[23]
- 2009 Bildzeitraum 3, Museum der Stadt Lienz im Schloss Bruck (Lienz).
- 2006 Bildzeitraum, Tiroler Kunstpavillon, Innsbruck.
- 2001 Acrylpinselzeichnungen, Galerie Lindner, Wien[24]

### Gruppenausstellungen (Auswahl)
- 2022 Vanitas, Galerie Trapp, Salzburg.[25]
- 2019 Einfach schön heut, Deutschvilla, Strobl.[26]
- 2017 One City, Galerie der Kunstwerkstatt Lienz[27].
- 2012 Warm up, Galerie Gaudens Pedit, Standort Kitzbühel[28]
- 2011 Dolomiten Domino 1, Galerie Gaudens Pedit, Standort Lienz.
- 2008 RLB Kunstpreis 2008, RLB Kunstbrücke, Innsbruck[29].
- 2005 Bibliothek anders: Wundersames und Transformiertes, Bibliothek Stift Admont.
- 2004 Ankäufe 2003 [des Landes Tirol], Tiroler Landesmuseum Ferdinandeum (in der dortigen „Modernen Galerie“)[30].
- 2003 Art Fair Santa Fe, presented by Gallery Sonja Roesch, Houston, USA.
- 2001 Moving out. Ausgewählte Diplomarbeiten der letzten drei Jahre, Museum Moderner Kunst Stiftung Ludwig Wien.[31][Anm 2]
- 2000 Bild-Lust: Young Art, Galerie Suppan im Palais Harrach, Wien[32].
- 1997 25. Österr. Grafikwettbewerb, Tiroler Landesmuseum Ferdinandeum, Innsbruck, und Haus der Kultur Walther von der Vogelweide, Bozen[33].
- 1997 Hin und Retour, Städtische Galerie Lienz[34].

### Werke in Sammlungen (Auswahl)
Werke Niedertscheiders befinden sich in öffentlichen und privaten Sammlungen, wie der Artothek des Bundes Wien, der Albertina (Wien), dem Salzburg Museum, dem Tiroler Landesmuseum Ferdinandeum, Innsbruck, dem Museum der Stadt Lienz Schloss Bruck, dem Privatmuseum der Klocker–Stiftung in Hall in Tirol, in der Sammlung der RLB Tirol, Innsbruck, oder in der Sammlung Volpinum, Wien.